# Valériane phu
Valeriana phu
Espèce
La Valériane phu (Valeriana phu) est une espèce de plantes à fleurs de la famille des Caprifoliaceae.

## Systématique
Le nom scientifique complet (avec auteur) de ce taxon est Valeriana phu L..
Ce taxon porte en français les noms vernaculaires ou normalisés suivants : Valériane,, valériane phu.
Valeriana phu a pour synonymes :
- Valeriana hortensis Lam.
- Valeriana laeta Salisb.
- Valeriana laevicaulis Stokes
- Valeriana uliginosa Wender., 1846